# Primošten Burnji
Primošten Burnji lakott hely Horvátországban Šibenik-Knin megyében. Közigazgatásilag Primoštenhez tartozik.

## Fekvése
Šibenik központjától légvonalban 15, közúton 21 km-re délkeletre, községközpontjától 7 km-re északkeletre Dalmácia középső részén fekszik. Primošten Burnji az összefoglaló neve azoknak a településeknek, melyek a Primoštentől északra elterülő három mezőn fekszenek és egykor az egész primošteni régiót élelemmel ellátó települései voltak. Bilini, Bilo, Dolac, Furčićevi, Gašperovi, Gracini, Harambašini, Huljevi, Jurinovi, Juritini, Kalina, Podgreben, Prhovo, Supljak, Šermudovi, Široke és Tribežić ma mind kis települések. Ma már több ház áll itt, mint ahány lakos él.

## Története
A régészeti leletek tanúsága szerint területe már kétezer éve lakott. A 10. században ezt a területet Parathelsiának, majd később a 19. század végéig Bosiljinának nevezték. Bosiljina két régióból a primošteni és a rogožnicai körzetből tevődött össze. A Primostentől mindössze 4 km-re fekvő első kis település Prhovo Szent György templomát már 1298-ban a šibeniki püspökség alapításakor említik. A mai lakosság elődei nagyrészt a bogumilok voltak. A 15. század folyamán ugyanis nyolcvan bogumil család érkezett Boszniából a török hódítás elől menekülve a Šibenikre és a városhoz tartozó területekre védelmet kérve a városi hatóságoktól, akik befogadták és hajón tíz tengeri mérfölddel délebbre szállították őket. A kis öblöt ahol a hajók kikötöttek ma is Bosanski Dolacnak nevezik. Ekkor ez a terület még puszta és sziklás volt. Ezután a menekültek még négy kilométert gyalogoltak kelet felé, hogy távolabb kerüljenek a tengerparttól és megérkeztek egy nagyobb fennsíkra, ahol a šibeniki püspökség segítségével felépítették házaikat és templomukat. Így népesült be a legkorábbi primošteni falu Prhovo, majd valamivel később Široke és Kruševo. A biztonságos élet feltételei egészen addig fennálltak, amíg a 15. század végétől a török csapatok nem kezdték támadni ezt a területet is. Ekkor Prhovo, Široke és Kruševo lakossága a sorozatos támadások és fosztogatások elől a közeli kis Gola Glava (Caput Cista) szigetre menekült, ahol megalapították új településüket Primoštent. 1797-ben a Velencei Köztársaság megszűnésével a település Habsburg Birodalom része lett. 1806-ban Napóleon csapatai foglalták el és 1813-ig francia uralom alatt állt. Napóleon bukása után ismét Habsburg uralom következett, mely az első világháború végéig tartott. Primošten Burnjinak 1880-ban 645, 1910-ben 1083 lakosa volt. Az I. világháború után rövid ideig az Olasz Királyság, ezután a Szerb-Horvát-Szlovén Királyság, majd Jugoszlávia része lett. Lakossága 2011-ben 739 fő volt. Lakossága főként mezőgazdaságból (olivaolaj, füge) és állattartásból élt. 2005-ben Primošten község tanácsa rendeletileg megszüntette a Primošten Burnji elnevezést és az egyes települések visszatértek eredeti neveikhez.

## Lakosság
| Lakosság változása | Lakosság változása | Lakosság változása | Lakosság változása | Lakosság változása | Lakosság változása | Lakosság változása | Lakosság változása | Lakosság változása | Lakosság változása | Lakosság változása | Lakosság változása | Lakosság változása | Lakosság változása | Lakosság változása | Lakosság változása |
| ------------------ | ------------------ | ------------------ | ------------------ | ------------------ | ------------------ | ------------------ | ------------------ | ------------------ | ------------------ | ------------------ | ------------------ | ------------------ | ------------------ | ------------------ | ------------------ |
| 1857               | 1869               | 1880               | 1890               | 1900               | 1910               | 1921               | 1931               | 1948               | 1953               | 1961               | 1971               | 1981               | 1991               | 2001               | 2011               |
| 0                  | 0                  | 645                | 829                | 828                | 1.083              | 0                  | 250                | 1.267              | 1.317              | 1.238              | 1.005              | 812                | 688                | 728                | 739                |

(1857-ben, 1869-ben és 1921-ben lakosságát Primoštenehez számították.)

## Nevezetességei
- Prhovo Szent György tiszteletére szentelt templomát[5] 1298-ban említik először. Középkori eredetét román építési stílusa és keletelt fekvése is igazolja. Dongaboltozattal fedett, apszisa szabálytalan kerek alaprajzú. A templomot 1936-ban bővítették és a régi templom a szentély szerepét vette át. A gótikus szentségtartó a főoltár mögött, a román stílusú boltív kezdeténél az északkeleti falba van beépítve.[6]
- Jurlinovi dvoriban[7] kiállítás nyílt a prhovoi plébánia szakrális tárgyaiból, melyeket egykor a plébánia három templomában a prhovoi Szent György, a kruševoi Szent Márton és a širokei Szent Hieronymus templomban használtak. A gyűjteményben az egyházi tárgyak mellett néprajzi tárgyak, az egykori mindennapi élet eszközei is találhatók.[8]
- Fő természeti látványossága a Lokva Bojana egy 35-40 méter átmérőjű és 8 méter mélységű tó, melyet emberkezek úgy képeztek ki, hogy vize elérhető legyen az állatok számára. A tó annyi vizet képes tárolni, amely a három nyári hónapban eső nélkül is elegendő háromezer szarvasmarha számára. A Bojanához azonban nemcsak vízért jártak az emberek. A víznek varázslatos erőt is tulajdonítottak, ahol találkoztak és barátságok köttettek, harci játékok zajlottak, pásztorok és pásztorlányok szerettek egymásba, majd később házasságot kötöttek. A Bojana körül három nagy halomsír is található, melyek feltárása még nem történt meg és egyikük időközben meg is semmisült. A tó elnevezése valószínűleg a „boj” (harc) szóból származik  A múltban ugyanis a víz akkora kincs volt, hogy akinek ilyen tava volt a legnagyobb úrnak számított az egész vidéken.[6]